# 제프 리처즈

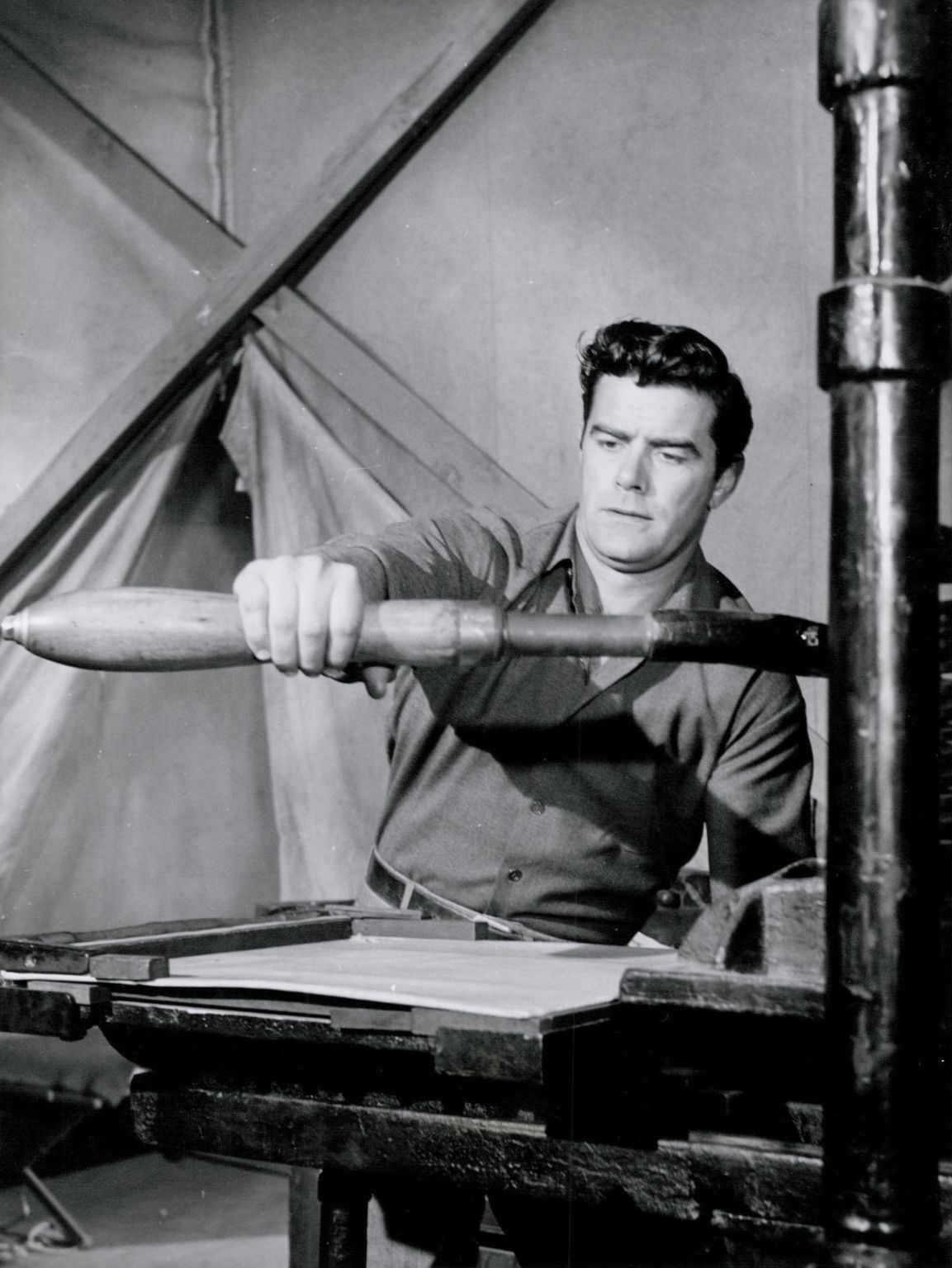

제프 리처즈(Jeff Richards, 1924년 11월 1일 ~ 1989년 7월 28일)는 미국의 야구 선수, 배우, 텔레비전 배우이다.
포틀랜드에서 태어났으며 샌버너디노에서 사망하였다.

## 영화
- 골디의 위기 2 (1986년)
- 골디의 위기 (1984년)
- 물 가까이 가지 마라 (1957년)
- 아퍼짓 섹스 (1956년)
- 미트 미 인 라스 베가스 (1956년)
- 매니 리버스 투 크로스 (1955년)
- 7인의 신부 (1954년)
- 배틀 서커스 (1953년)
- 빅 리거 (1953년)
- 톨 타겟 (1951년)
- 스트립 (1951년)
- 외야의 천사들 (1951년)
- 엄마는 신입생 (1949년)
- 조니 벨린다 (1948년)
- 전투 비행대 (1948년)